# 274
El 274 (CCLXXIV) fou un any comú començat en dijous del calendari julià.

## Esdeveniments
- Reforma de la moneda a Roma.
- 25 de desembre: Aurelià consagra el Temple del Sol a Sol Invictus.[1]